# شليخان (مديرية)
تقع مديرية شليخان (بالكردية: Komaşir‏) في محافظة أديامان في تركيا ومقرها بلدة شليخان. تبلغ مساحتها 444 كم مربع وبلغ عدد سكانها 15,294 نسمة في عام 2021.

## القرى
تأسست المديرية في عام 1954 وبها بلديتان وهما:
- شليخان (بالكردية: Komaşir‏)
- بينارباشي (بالكردية: Bulam‏)

هناك 20 قرية في مديرية شليخان:
- Aksu (بالكردية: Bistigan‏)
- Altıntaş (بالكردية: Diregî‏)
- Askerhan (بالكردية: Eskeran‏)
- Bozgedik (بالكردية: Koltik‏)
- Çampınar (بالكردية: Pirhemzîk‏)
- Fatih
- Gölbağı (بالكردية: Aptulharab‏)
- İncirli
- Kalecik (بالكردية: Porga‏)
- Karaçayır (بالكردية: Xidiran‏)
- Karagöl (بالكردية: Golreş‏)
- Korucak (بالكردية: Rûtikan‏)
- Köseuşağı
- Mutlu (بالكردية: Şirfîn‏)
- Recep (بالكردية: Recew‏)
- Şerefhan (بالكردية: Şerefxan‏)
- Yağızatlı (بالكردية: Bistikan‏)
- Yeşilova
- Yeşiltepe
- Yeşilyayla (بالكردية: Gov‏)